# Simón Bolívar (canton)
Simón Bolívar est un canton d'Équateur situé dans la province de Guayas.